# Gyrodactylus prolongis
Gyrodactylus prolongis är en plattmaskart. Gyrodactylus prolongis ingår i släktet Gyrodactylus och familjen Gyrodactylidae. Inga underarter finns listade i Catalogue of Life.